# The Voice Kids (Vlaanderen)
The Voice Kids is een tv-talentenjacht die sinds 5 september 2014 in Vlaanderen, door VTM wordt uitgezonden. Het is de kinderversie van The Voice van Vlaanderen. Het programma wordt gepresenteerd door Nora Gharib en Aaron Blommaert, voorheen door An Lemmens (seizoen 1-6) met in de backstage Kürt Rogiers (seizoen 2-3), Sieg De Doncker (seizoen 4-5), Maksim Stojanac (seizoen 6) en Koen Wauters in seizoen 6 als tijdelijke vervanging van An Lemmens. Het programma is in Nederland bedacht door John de Mol. Door het succes van de Nederlandse versie werd het format wereldwijd verkocht. In oktober 2015 werd reeds een tweede seizoen aangekondigd. In het voorjaar 2017 volgde een derde seizoen. In het najaar van 2018 kwam dan het vierde seizoen op televisie. In het voorjaar van 2020 begon het vijfde seizoen van The Voice Kids, met medewerking van dezelfde vier coaches. In het voorjaar van 2022 begon het zesde seizoen.

## Presentatie
| Presentatoren        | S1 | S2 | S3 | S4 | S5 | S6 | S7 |
| -------------------- | -- | -- | -- | -- | -- | -- | -- |
| An Lemmens           |    |    |    |    |    |    |    |
| Kürt Rogiers         |    |    |    |    |    |    |    |
| Siegfried De Doncker |    |    |    |    |    |    |    |
| Maksim Stojanac      |    |    |    |    |    |    |    |
| Koen Wauters         |    |    |    |    |    |    |    |
| Aaron Blommaert      |    |    |    |    |    |    |    |
| Nora Gharib          |    |    |    |    |    |    |    |

 kandidaat

## Seizoenen
| Seizoen | Aantal afleveringen | Startdatum        | Einddatum         |
| ------- | ------------------- | ----------------- | ----------------- |
| 1       | 8                   | 5 september 2014  | 24 oktober 2014   |
| 2       | 8                   | 20 november 2015  | 8 januari 2016    |
| 3       | 8                   | 14 april 2017     | 2 juni 2017       |
| 4       | 10                  | 14 september 2018 | 23 november 2018  |
| 5       | 10                  | 7 februari 2020   | 11 september 2020 |
| 6       | 10                  | 25 maart 2022     | 27 mei 2022       |
| 7       | 10                  | 15 september 2023 | 24 november 2023  |

## Coaches

### Overzicht
| Coaches           | S1 | S2 | S3 | S4 | S5 | S6 | S7 |
| ----------------- | -- | -- | -- | -- | -- | -- | -- |
| Regi Penxten      |    |    |    |    |    |    |    |
| Natalia Druyts    |    |    |    |    |    |    |    |
| Sean Dhondt       |    |    |    |    |    |    |    |
| Slongs Dievanongs |    |    |    |    |    |    |    |
| Josje Huisman     |    |    |    |    |    |    |    |
| Laura Tesoro      |    |    |    |    |    |    |    |
| Gers Pardoel      |    |    |    |    |    |    |    |
| K3                |    |    |    |    |    |    |    |
| Duncan Laurence   |    |    |    |    |    |    |    |
| Metejoor          |    |    |    |    |    |    |    |
| Pommelien Thijs   |    |    |    |    |    |    |    |
| Coely             |    |    |    |    |    |    |    |

### Coaches en finalisten
De juryleden/coaches Natalia Druyts, Regi Penxten en Sean Dhondt werden in 2013 bekendgemaakt, de opnames werden van december 2013 tot juni 2014 helemaal ingeblikt. Er waren dus geen liveshows. In het tweede seizoen zetelden Natalia Druyts, Slongs Dievanongs en Sean Dhondt in 2015 en 2016. In het derde seizoen in het voorjaar van 2017 zaten Dhondt, Laura Tesoro en Josje Huisman in de jury. In het voorjaar van 2018 werd bekendgemaakt door VTM dat Dhondt en Tesoro gezelschap kregen van Gers Pardoel en K3 (Hanne, Marthe en Klaasje). In het najaar van 2021 werd bekendgemaakt dat Duncan Laurence en Metejoor plaats zouden nemen in de rode stoelen. Ze vervingen hierbij Dhondt en Pardoel. Tesoro en K3 waren nog steeds van de partij, hoewel Hanne en Marthe nu met nieuwkomer Julia in de stoel plaats namen. In april 2023 werd seizoen 7 aangekondigd met de nieuwe coaches Pommelien Thijs en Coely. Ze vervingen K3 en Laurence. 
Tijdens de eerste vier afleveringen werden de "blinde audities" (in het programma "blind auditions" genoemd) afgewerkt, waar de drie coaches met de rug naar de deelnemers gekeerd de kandidaten voor hun respectievelijke teams kozen. Als meerdere coaches een kandidaat kozen, dan koos de kandidaat zijn of haar coach uit de coaches die afgedrukt hadden.
In de battleshows werd vervolgens bepaald welke kandidaten van elke coach doorgingen naar de finale. Binnen de teams streden de drie kandidaten tegen elkaar, waarna twee van de drie werden geëlimineerd. Uiteindelijk konden slechts twee kandidaten per team naar de finale.
De finale in het eerste seizoen werd uiteindelijk gewonnen door Mentissa Aziza. In het tweede seizoen won Jens Dolleslagers de wedstrijd. De winnaar van het derde seizoen was Katarina Pohlodkova. Seizoen 4 werd gewonnen door Jade De Rijcke. In seizoen 5 komt Gala Aliaj als winnaar uit de bus. In seizoen 6 was de winst voor Karista Khan. In seizoen 7 was de winst voor Sikudhani Wangui Mbugua.
| Seizoen | Begin             | Eind             | Winnaar                 | Andere finalisten     | Andere finalisten | Andere finalisten | Winnende coach    | Presentator                    | Backstage                      | Coaches (stoelvolgorde) | Coaches (stoelvolgorde) | Coaches (stoelvolgorde) | Coaches (stoelvolgorde) |
| Seizoen | Begin             | Eind             | Winnaar                 | Andere finalisten     | Andere finalisten | Andere finalisten | Winnende coach    | Presentator                    | Backstage                      | 1                       | 2                       | 3                       | 4                       |
| ------- | ----------------- | ---------------- | ----------------------- | --------------------- | ----------------- | ----------------- | ----------------- | ------------------------------ | ------------------------------ | ----------------------- | ----------------------- | ----------------------- | ----------------------- |
| 1       | 2014              | 2014             | Mentissa Aziza          | Fiona Verbrugghe      | Jens Broes        | n.v.t.            | Natalia Druyts    | An Lemmens                     | n.v.t.                         | Sean                    | Natalia                 | Regi                    | n.v.t.                  |
| 2       | 2015              | 2015             | Jens Dolleslagers       | Jasmine               | Josefien Derijcke | n.v.t.            | Slongs Dievanongs | An Lemmens                     | Kürt Rogiers                   | Natalia                 | Sean                    | Slongs                  | n.v.t.                  |
| 3       | 2016              | 2016             | Katarina Pohlodkova     | Robin Jonckheere      | Tim Bostoen       | n.v.t.            | Josje Huisman     | An Lemmens                     | Kürt Rogiers                   | Laura                   | Sean                    | Josje                   | n.v.t.                  |
| 4       | 2017              | 2017             | Jade De Rijcke          | Elisabeth Vergauwe    | Emma Franssens    | Maëlle Moquet     | Gers Pardoel      | An Lemmens                     | Siegfried De Doncker           | Gers                    | Laura                   | Sean                    | K3                      |
| 5       | 2019              | 2020             | Gala Aliaj              | Veronika Bikarova     | Max Atzmon        | Mette-Marie Maes  | Sean Dhondt       | An Lemmens                     | Siegfried De Doncker           | Gers                    | Laura                   | Sean                    | K3                      |
| 6       | 25 maart 2022     | 27 mei 2022      | Karista Khan            | Gloria                | Sien van Glabeke  | Marie-Emilie      | Duncan Laurence   | An Lemmens en Koen Wauters     | Maksim Stojanac                | Metejoor                | Laura                   | Duncan                  | K3                      |
| 7       | 15 September 2023 | 24 November 2023 | Sikudhani Wangui Mbugua | Miriam Owusu-Banahene | Sofian Hachana    | Ines Hanin        | Pommelien Thijs   | Aaron Blommaert en Nora Gharib | Aaron Blommaert en Nora Gharib | Laura                   | Coely                   | Metejoor                | Pommelien               |

## Kandidaten liveshows
 – Winnende jury/categorie. Winnaars zijn vetgedrukt.
| Seizoen | Coaches en hun finalisten             | Coaches en hun finalisten         | Coaches en hun finalisten            | Coaches en hun finalisten    |
| ------- | ------------------------------------- | --------------------------------- | ------------------------------------ | ---------------------------- |
| 1       | Regi Penxten                          | Natalia Druyts                    | Sean Dhondt                          |                              |
| 1       | Fiona Verbrugghe Allesia              | Mentissa Aziza Otice Dury         | Jens Broes Juliette                  |                              |
| 2       | Slongs Dievanongs                     | Natalia Druyts                    | Sean Dhondt                          |                              |
| 2       | Jens Dolleslagers Anke                | Josefien Derijcke Julie Tilborghs | Jasmine Leeloo                       |                              |
| 3       | Josje Huisman                         | Laura Tesoro                      | Sean Dhondt                          |                              |
| 3       | Katarina Pohlodkova Abu Baker         | Robin Jonckheere Oona Caron       | Tim Bostoen Noralie Van Der Linden   |                              |
| 4       | K3                                    | Laura Tesoro                      | Sean Dhondt                          | Gers Pardoel                 |
| 4       | Maëlle Moquet Mary Arutunian          | Elisabeth Vergauwe Soraya Brigui  | Emma Franssens Marilys Van der Hagen | Jade De Rijcke Noa Claeys    |
| 5       | K3                                    | Sean Dhondt                       | Laura Tesoro                         | Gers Pardoel                 |
| 5       | Mette-Marie Maes Romina Pecceu        | Gala Aliaj Tiany Michiels         | Veronika Bikarova Justin Degryse     | Max Atzmon Sofia Bouzid      |
| 6       | K3                                    | Duncan Laurence                   | Laura Tesoro                         | Metejoor                     |
| 6       | Sien van Glabeke Anne Dexters         | Karista Khan Lina Lasri           | Gloria J.A.P                         | Marie-Emilie Jinthe Moens    |
| 7       | Pommelien                             | Metejoor                          | Coely                                | Laura Tesoro                 |
| 7       | Sikudhani Wangui Mbugua Lize Laekeman | Sofian Hachana Sid Janssen        | Mariam Owusu-Banahene Nisa Taspinar  | Ines Hanin Ariona Hamzallari |

| Plaats | Coach             | 1e | 2e | 3e | 4e | Aantal Finalisten | Seizoenen |
| ------ | ----------------- | -- | -- | -- | -- | ----------------- | --------- |
| 1      | Sean Dhondt       | 1  | 2  | 2  |    | 10                | 5         |
| 2      | Natalia           | 1  |    | 1  |    | 4                 | 2         |
| 2      | Gers Pardoel      | 1  |    | 1  |    | 4                 | 2         |
| 4      | Duncan Laurence   | 1  |    |    |    | 2                 | 1         |
| 4      | Slongs Dievanongs | 1  |    |    |    | 2                 | 1         |
| 4      | Josje Huisman     | 1  |    |    |    | 2                 | 1         |
| 4      | Pommelien Thijs   | 1  |    |    |    | 2                 | 1         |
| 8      | Laura Tesoro      |    | 3  | 1  | 1  | 10                | 5         |
| 9      | Regi Penxten      |    | 1  |    |    | 2                 | 1         |
| 9      | Coely             |    | 1  |    |    | 2                 | 1         |
| 10     | K3                |    |    | 1  | 2  | 6                 | 3         |
| 11     | Metejoor          |    |    | 1  | 1  | 4                 | 2         |

### Seizoen 1
| Positie | Artiest          | Lied                       | Resultaat |
| ------- | ---------------- | -------------------------- | --------- |
| 1       | Mentissa Aziza   | "I've Got The Music In Me" | Winnaar   |
| 2       | Jens Broes       | "Strong"                   | 3e        |
| 3       | Fiona Verbrugghe | "Jolene"                   | 2e        |

### Seizoen 2
| Positie | Artiest                     | Lied       | Resultaat |
| ------- | --------------------------- | ---------- | --------- |
| 1       | Jens Dolleslaeghers         | "Een ster" | Winnaar   |
| 2       | Jasmine                     | "Pompeii"  | 2e        |
| 3       | Josefien-Charlotte Derijcke | "Smile"    | 3e        |

### Seizoen 3
| Positie | Artiest             | Lied                   | Resultaat |
| ------- | ------------------- | ---------------------- | --------- |
| 1       | Katarina Pholodkova | "Empire State of Mind" | Winnaar   |
| 2       | Tim Bostoen         | "Sign of the Times"    | 2e        |
| 3       | Robin Jonckheere    | "Chunky"               | 3e        |

### Seizoen 4
| Positie | Artiest            | Lied                           | Resultaat |
| ------- | ------------------ | ------------------------------ | --------- |
| 1       | Jade De Rijcke     | "F**kin Perfect"               | Winnaar   |
| 2       | Emma Franssens     | "Million Years Ago"            | 2e        |
| 3       | Elisabeth Vergauwe | "Nothing Compares 2 U"         | 3e        |
| 4       | Maëlle Moquet      | "Something's Got A Hold on Me" | 4e        |

### Seizoen 5
| Positie | Artiest           | Lied                     | Resultaat |
| ------- | ----------------- | ------------------------ | --------- |
| 1       | Gala Aliaj        | "Make You Feel My Love"  | Winnaar   |
| 2       | Veronika Bikarova | "I Will Always Love You" | 2e        |
| 3       | Max Atzmon        | "We Found Love"          | 3e        |
| 4       | Mette-Marie Maes  | "The Show Must Go On"    | 4e        |

### Seizoen 6
| Positie | Artiest          | Lied                      | Resultaat |
| ------- | ---------------- | ------------------------- | --------- |
| 1       | Karista Khan     | "Joyful, Joyful"          | Winnaar   |
| 2       | Gloria           | "Boyfriend"               | 2e        |
| 3       | Sien van Glabeke | "The Winner Takes It All" | 3e        |
| 4       | Marie-Émilie     | "One Night Only"          | 4e        |

### Seizoen 7
| Positie | Artiest                 | Lied                             | Resultaat |
| ------- | ----------------------- | -------------------------------- | --------- |
| 1       | Sikudhani Wangui Mbugua | "I Will Always Love You"         | Winnaar   |
| 2       | Miriam Owusu-Banahene   | "Stand Up"                       | 2e        |
| 3       | Ines Hanin              | "It's All Coming Back to Me Now" | 3e        |
| 4       | Sofian Hachana          | “Big Brother”                    | 4e        |